# Prietella phreatophila
Prietella phreatophila es una especie de peces de la familia Ictaluridae en el orden de los Siluriformes.

## Hábitat
Es un pez de agua dulce y de clima tropical.

## Distribución geográfica
Se encuentran en América: pozos cerca de la Sierra de Santa Rosa (Coahuila, México).

## Estado de conservación
Se encuentra amenazado de extinción debido a la contaminación de las aguas subterráneas y la pesca excesiva.